# هربرت كرومر
هربرت كرومر (بالألمانية: Herbert Krömer)‏ هو عالم فيزيائي ألماني حاز على جائزة نوبل للفيزياء عام 2000 بالاشتراك مع زوريس ألفيروف وجاك كيلبي عن «ابتكار نصف موصل متعدد التركيب للاستخدام في الإلكترونيات العالية السرعة والإلكترونيات الضوئية». وكان نصيب جاك كيلبي في الجائزة عن «اختراعه وتطويره للدارات المتكاملة والميكروشيبس.»
ولد هربرت كرومر في 25 أغسطس 1928 وتخرج في جامعة غوتينغن عام 1952 متخصصاً في الفيزياء النظرية، وكان موضوع أطروحته للدكتوراه عن تأثيرات الإلكترون الساخن في المجال الجديد آنذاك وهو مجال الترانزيستور. وله بحوث في نظرية النفاذية النفقية للإلكترون (بالإنجليزية: electron tunnelling)‏ وفي نظرية المجال الإلكتروني للانبعاثات.

## روابط خارجية
- هربرت كرومر على موقع الموسوعة البريطانية (الإنجليزية)
- هربرت كرومر على موقع مونزينجر (الألمانية)
- هربرت كرومر على موقع إن إن دي بي (الإنجليزية)